# Karl Josef Batthyány
Karl Josef Batthyány (ungarisch Batthyány Károly József; * 28. April 1697 in Rechnitz; † 15. April 1772 in Wien) war ein österreichischer General und Feldmarschall aus der ungarischen Adelsfamilie Batthyány. Sein Sieg in der Schlacht bei Pfaffenhofen führte zum Frieden von Füssen, und damit zum Ausscheiden von Bayern aus dem Österreichischen Erbfolgekrieg. Ursprünglich den Titel Graf von Batthyány de Németújvár führend, wurde der Erzieher und Obersthofmeister des späteren Kaisers Joseph II. 1763 und 1764 in den Fürstenstand erhoben, und somit zum ersten Fürst von Batthyány. Im Stammbaum seiner Familie wird er als Karl I. Josef geführt.

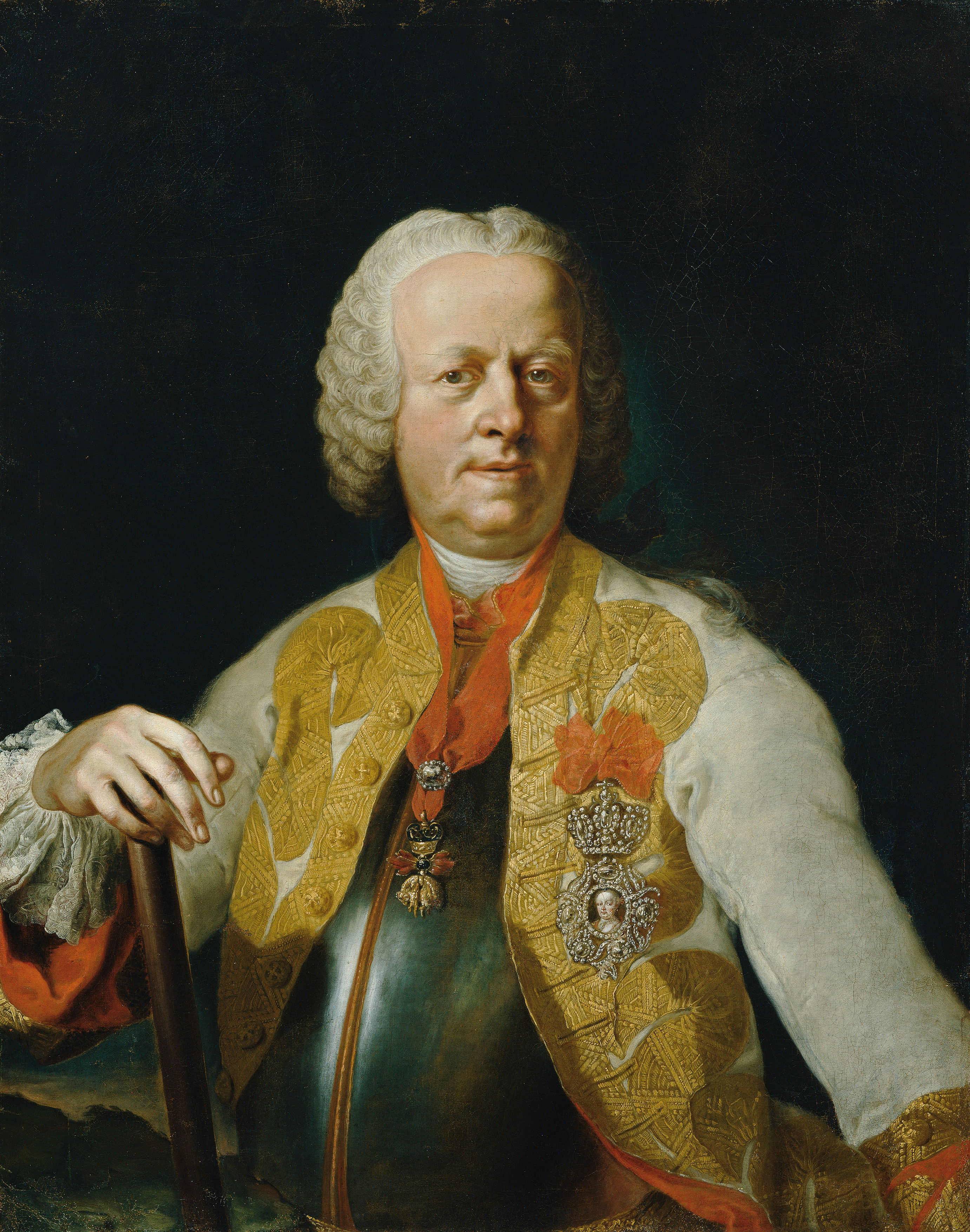
Karl Josef Batthyány auf einem Porträt von Franz Anton Palko (um 1760)

## Herkunft und Familie
Fürst Karl Josef entstammte dem alten und weit verzweigten ungarischen Magnatengeschlecht Batthyány, das zu den bedeutendsten Adelsfamilien der Habsburgermonarchie gehörte. Als zweitältester Sohn von Graf Adam II. Batthyány (1662–1703) und seiner Frau Eleonore Batthyány-Strattmann (1672–1741) gehörte er der älteren, sogenannten Christoph-Linie der Familie an. Diese wurde von seinem Großvater väterlicherseits, Christoph II. Batthyány (1637–1687) gegründet. Seine Großmutter väterlicherseits war Anna Maria von Palocsay, die Großeltern mütterlicherseits Theodor Heinrich von Strattmann und Mechtilde von Mollard.
Bereits sein Vater besetzte als Ban von Kroatien ein hohes politisches Amt im Habsburgerreich. Seine Mutter Eleonore war eine enge Vertraute von Prinz Eugen von Savoyen. Der ältere Bruder Karl Josefs, Ludwig Ernst (1696–1765), wurde unter Maria Theresia ungarischer Hofkanzler und Palatin.

## Leben und Wirken

### Kindheit und Jugend

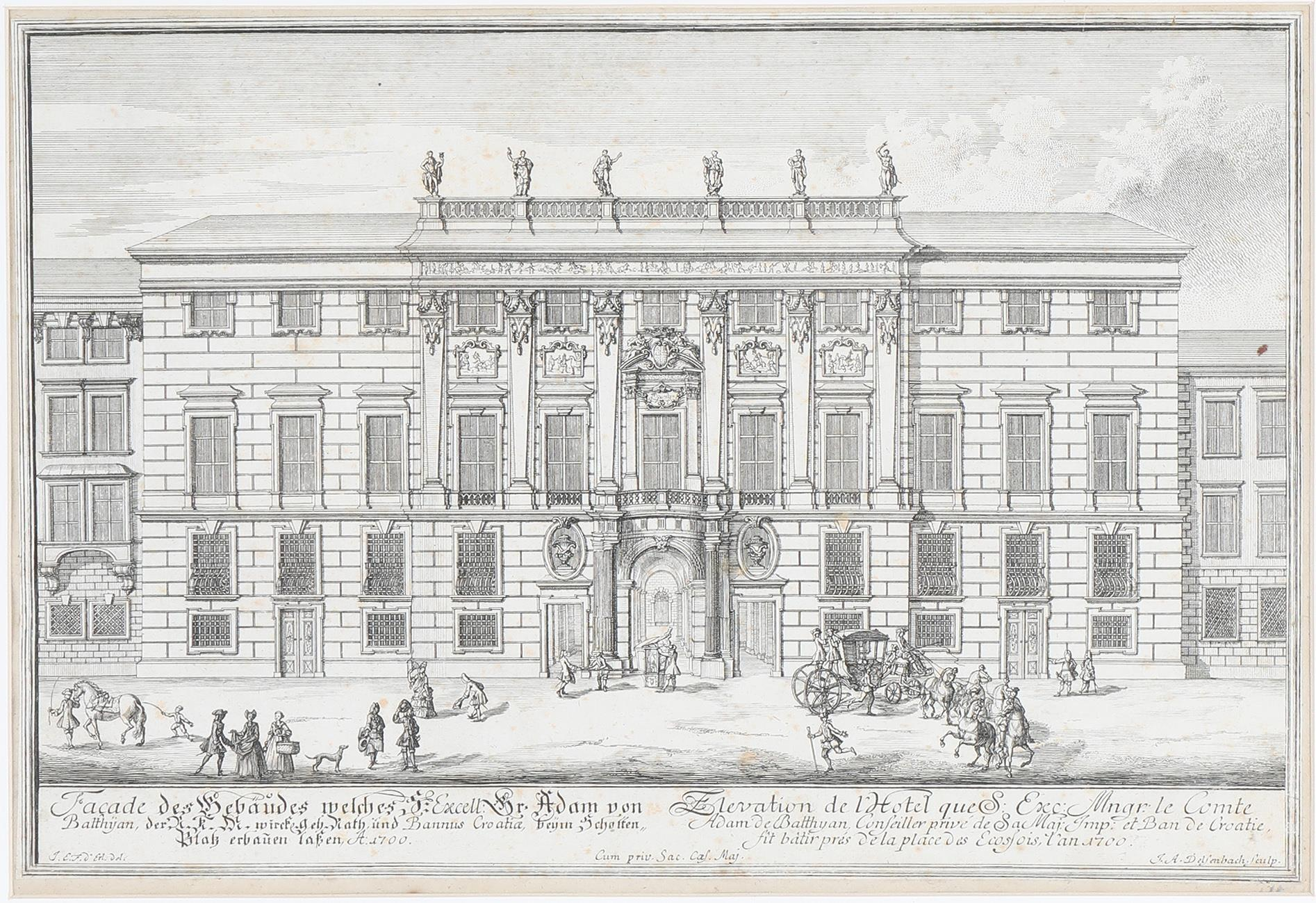
Palais Schönborn-Batthyány, wo Karl Josef vermutlich den Großteil seiner Kindheit verbrachte.

Geboren wurde der spätere Fürst Batthyány als Károly József Batthyány 1697 auf Schloss Rechnitz, im damaligen Königreich Ungarn. Nach dem frühen Tod des erst einundvierzigjährigen Vaters im Jahre 1703 übernahm seine Mutter Eleonore die Vormundschaft über ihn und seinen Bruder. Die Familie dürfte den Großteil ihrer Zeit in Wien verbracht haben. Dort besaß sie ein Barockpalais in der Renngasse, das heutige Palais Schönborn-Batthyány, und zwei Häuser in der Bankgasse, die sie im Laufe der Zeit zum prächtigen Palais Batthyány ausbauen ließ. Ein häufiger Gast in diesen Residenzen war Prinz Eugen von Savoyen.

### Militär- und Staatsdienst
Den Konventionen seiner Zeit folgend war es üblich, dass nachgeborene Söhne aus adeligen Häusern entweder eine geistliche oder eine militärische Karriere einschlugen. Als jüngerer Bruder des in der familiären Erbfolge vor ihm stehenden Ludwig Ernst, entschied sich Karl Josef für den Militärdienst. Bereits im Alter von 18 Jahren trat er 1715 in die österreichische Armee ein, nahm im Jahr darauf unter Prinz Eugen am Krieg gegen die Türken teil, und kämpfte unter anderem in den Schlachten bei Peterwardein, Temeswar und Belgrad. Nach dem 1718 geschlossenen Frieden von Passarowitz wurde Karl Josef Mitglied der kaiserlichen Delegation in Istanbul.
Im polnischen Thronfolgekrieg kommandierte er als Generalmajor der Reichsarmee 1734 am Rhein kaiserliche Truppen gegen die Franzosen, sowie 1737 bis 1739 gegen die Türken. In Folge dieser Militäreinsätze zum General der Kavallerie befördert, war er von 1739 bis 1740 österreichischer Gesandter am Berliner Hof. Nach dem Ausbruch des Ersten Schlesischen Krieges kehrte er in den Kriegsdienst zurück, und übernahm unter Karl von Lothringen das Kommando der Reiterei. Am 16. März 1743 wurde er – mitten im Krieg – zum Banus von Kroatien ernannt. Nach der Einnahme Prags wurde er Gouverneur von Bayern und schlug sein Kommando in München auf.

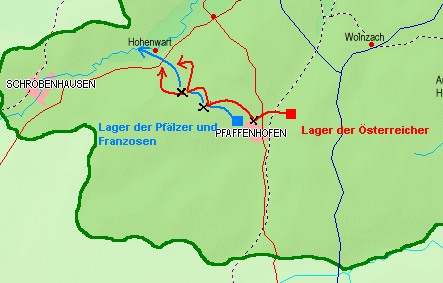
Der Sieg von Karl Josef in der Schlacht bei Pfaffenhofen 1745 führte zum Ausscheiden Bayerns aus dem Österreichischen Erbfolgekrieg.

Während des Österreichischen Erbfolgekrieges erhielt er 1744 das selbständige Kommando als Korpskommandeur in Bayern, das er mit seinen Truppen verließ, um den Preußen in Böhmen entgegenzutreten. Den dadurch nach Bayern vorgedrungenen gegnerischen Truppen fügte er am 15. April 1745 in der Schlacht bei Pfaffenhoffen eine schwere Niederlage zu und trieb die Pfälzer und Franzosen unter General Ségur bis über den Lech. Diese Niederlage Bayerns führte am 22. April zum Frieden von Füssen, durch den Bayern aus dem Österreichischen Erbfolgekrieg ausschied. Infolge dieses militärischen Erfolges zum Feldmarschall befördert, löste Batthyány den Feldmarschall Arenberg als Oberbefehlshaber der Pragmatischen Armee ab. Nach einem Marsch durch den Spessart konnte er seine Truppen mit denen des Feldmarschalls Otto Ferdinand von Abensperg und Traun vereinigen, und mit diesem zusammen die Franzosen zum Rückzug über den Rhein zwingen.
1746 wurde Batthyány von Maria Theresia zum bevollmächtigten Minister in den Niederlanden ernannt. Im selben Jahr diente er unter dem Kommando Karls von Lothringen im heutigen Belgien und nahm an der unglücklich verlaufenen Schlacht bei Roucoux teil. 1747 stand er unter dem Befehl des Duke of Cumberland, und zeichnete sich in der ebenfalls verlorenen Schlacht bei Lauffeldt durch einen musterhaften Rückzug aus.
Nach dem Ende des Kriegs ernannte ihn Maria Theresia 1748 zum Erzieher, und später zum Obersthofmeister des Kronprinzen und späteren Kaisers Joseph II. 1749 wurde Batthyány zusätzlich zum Erzieher von Erzherzog Karl Joseph ernannt. Nach dem Zurücklegen der Erziehertätigkeit 1763 wurde er in den ungarischen und den böhmischen Fürstenstand erhoben. Ein Jahr später erfolgte die Erhebung in den Reichsfürstenstand, samt der Anrede Hochgeboren.

### Grundbesitz und Schlösser
Karl Josef war Besitzer des Palais Batthyány in der Vorderen Schenkenstraße (der heutigen Bankgasse) in Wien, sowie ausgedehnter Ländereien im Königreich Ungarn: den Herrschaften Bóly, Mozsgó, Siklós, Somodor und Üszög bei Pécs. Zusätzlich erwarb er 1756 durch den Einfluss von Maria Theresia das etwa 30 km südöstlich von Wien gelegene Schloss Trautmannsdorf mitsamt der Herrschaft. Seine beiden Güter in Böhmen – Neuhof bei Kuttenberg und Trzebeschitz (tschechisch Třebešice) – hatte Batthyány in den Jahren bis 1764 an den böhmischen Hofkanzler Graf Johann Karl Chotek von Chotkow verkauft.

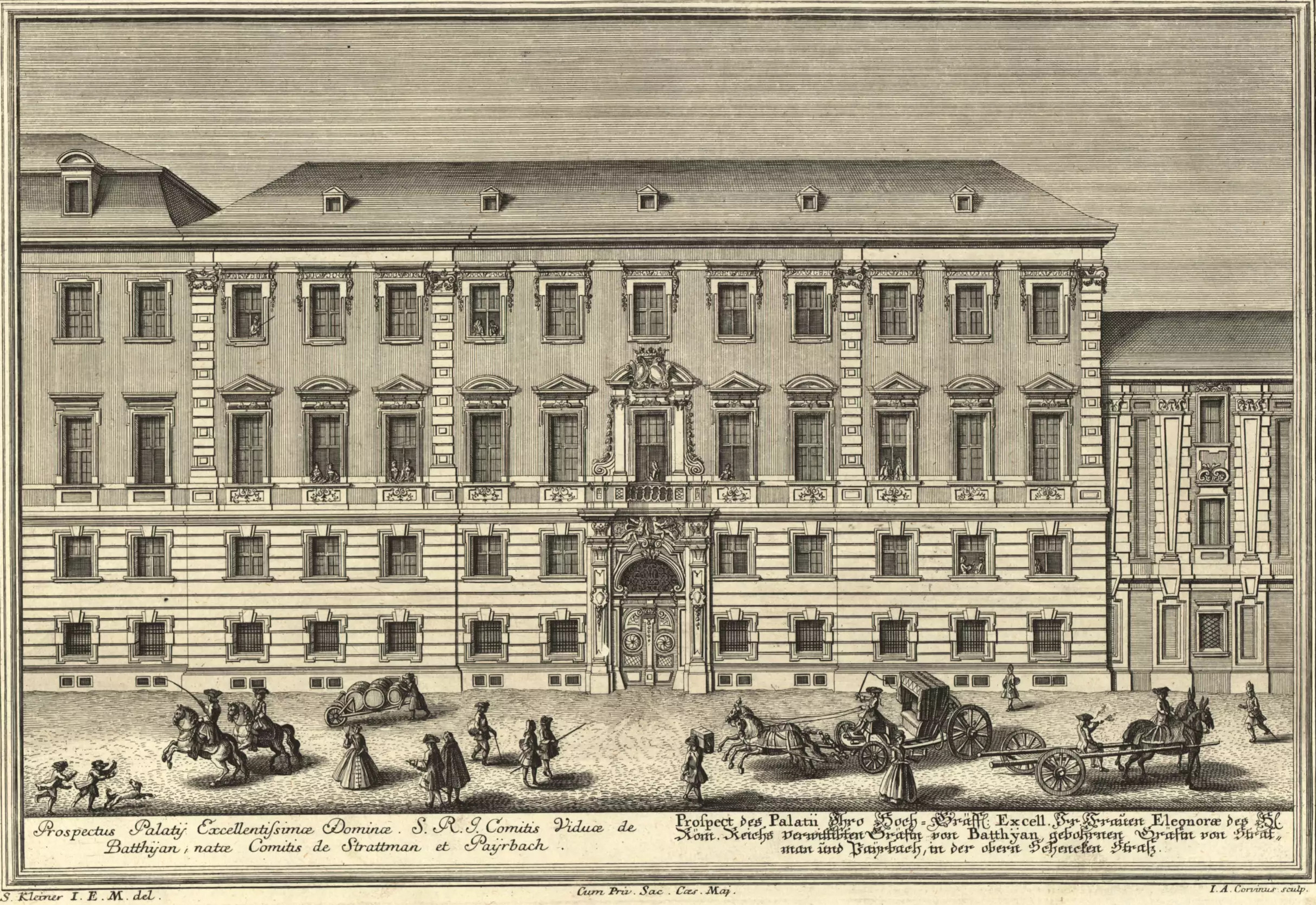
Palais Batthyány in Wien
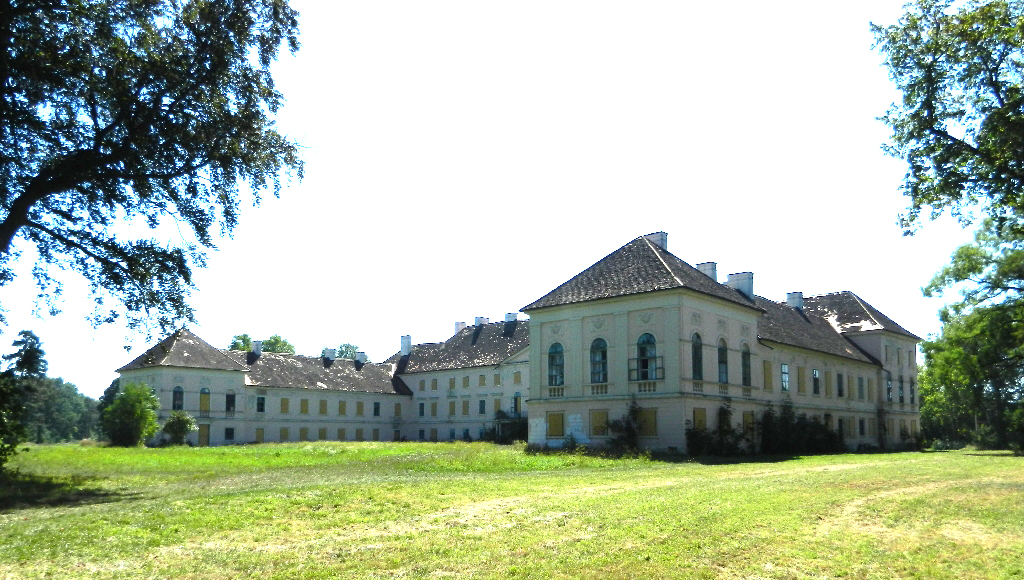
Schloss Trautmannsdorf
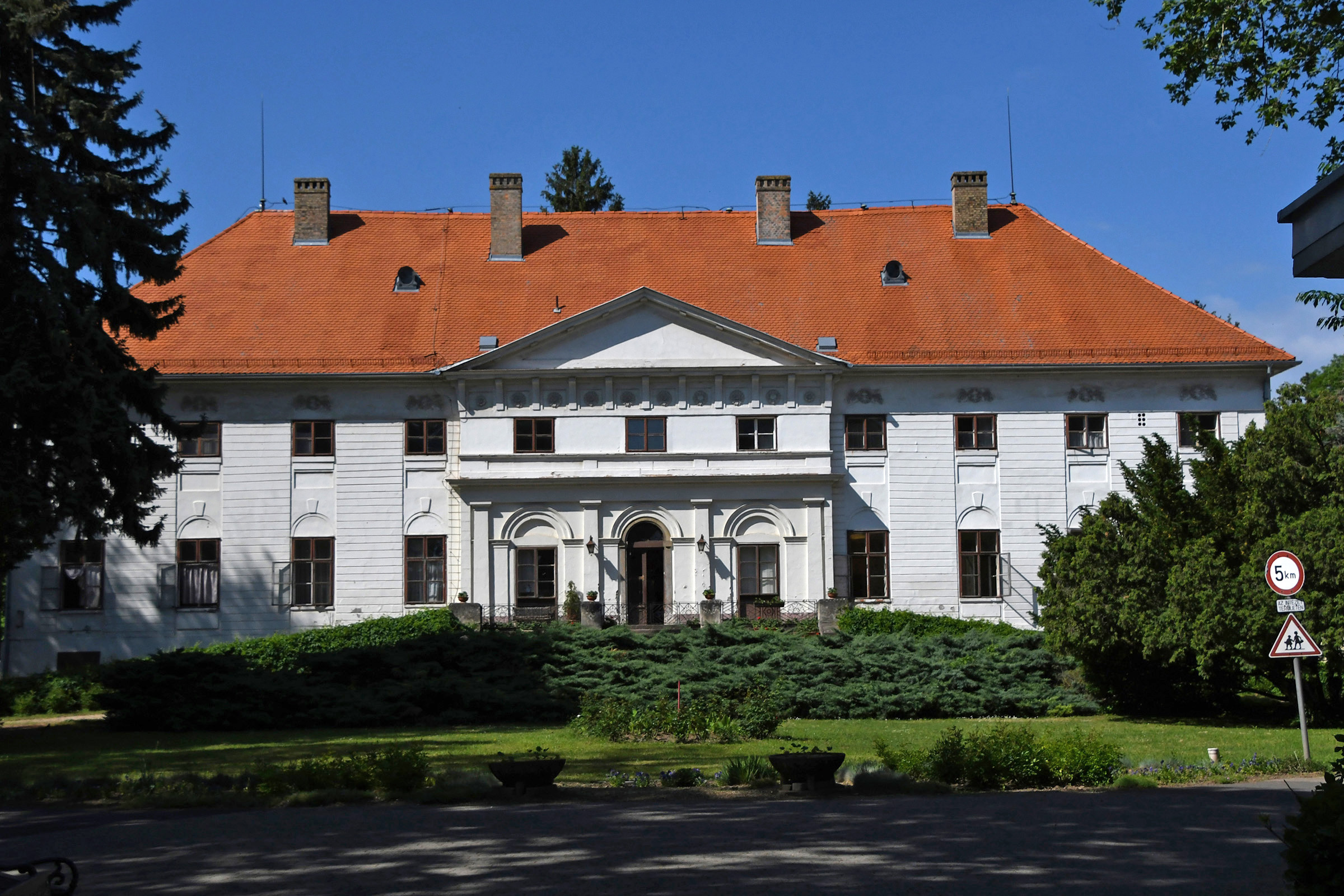
Schloss Batthyány in Bóly
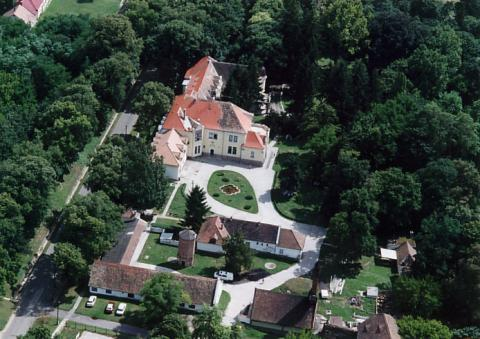
Schloss Mozsgó
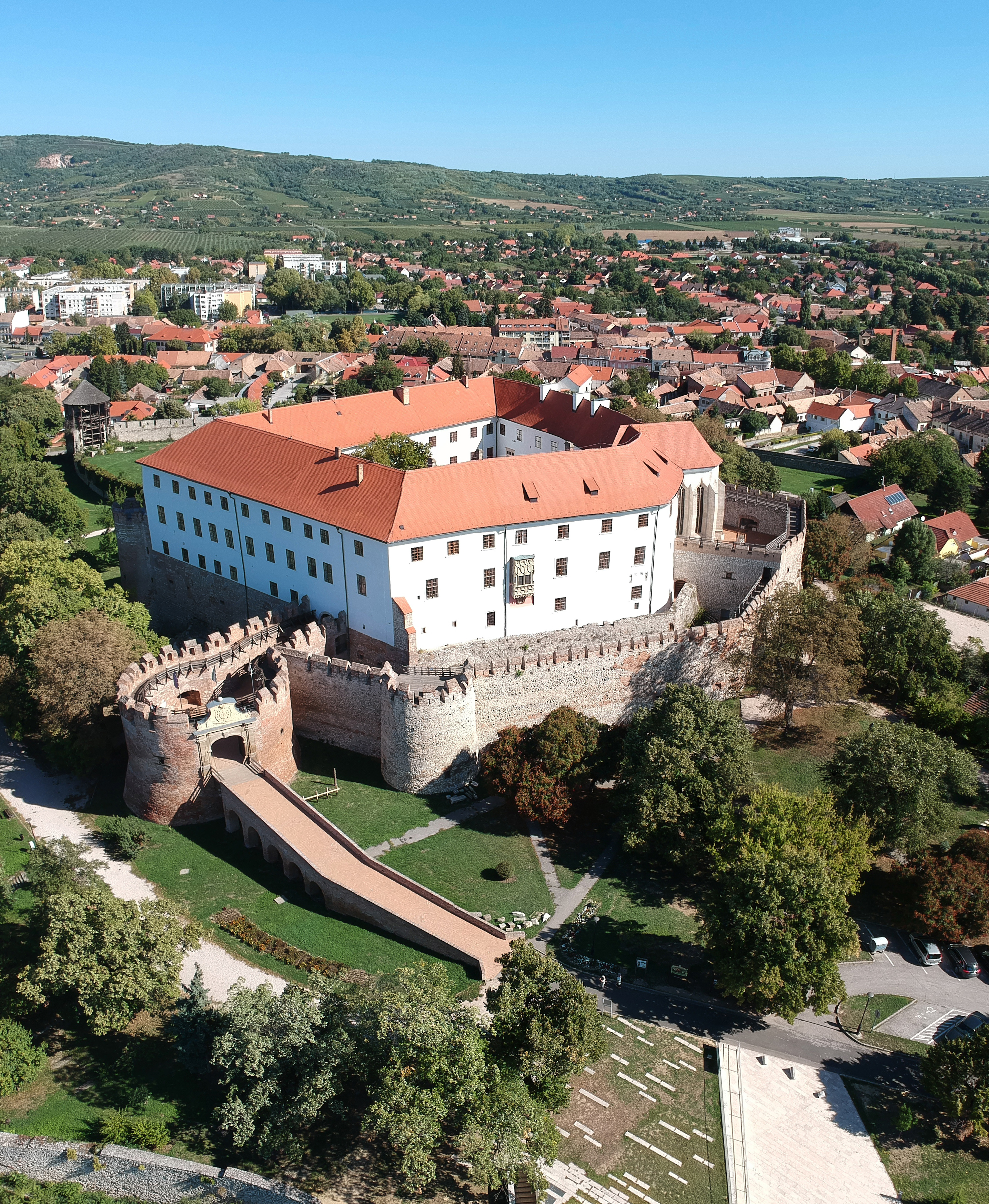
Burg Siklós bei Pécs

### Ruhestand und Tod

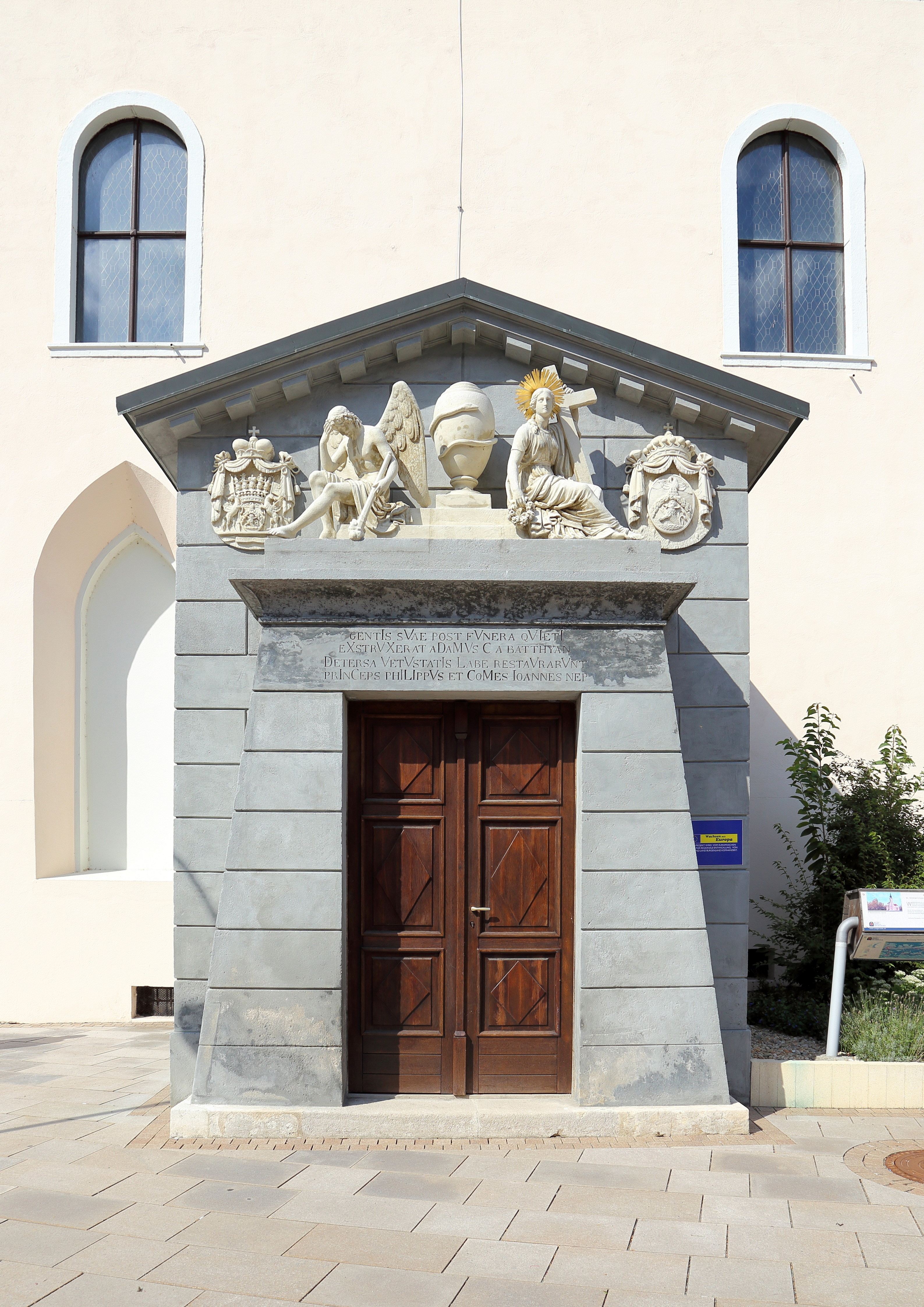
Hauptportal der Batthyány-Familiengruft an der Südseite der Klosterkirche Güssing

Fürst Batthyány zog sich 1764 ins Privatleben zurück und verbrachte seinen Lebensabend zusammen mit seiner letzten Frau und seinen Stiefkindern in Trautmannsdorf und in Wien, wo er am 15. April 1772 im Alter von 74 Jahren starb. Er wurde in der Familiengruft der Batthyány unter der Klosterkirche Güssing begraben. Sein von Balthasar Ferdinand Moll geschaffener Prunksarkophag ist mit Fürstenhut, Marschallstab und Ordenskette des Ordens vom Goldenen Vlies verziert. Er ruht an seinen vier Ecken auf je einem Kanonenrohr, seitlich in der Mitte auf je einer Feldtrommel, und steht auf einem geschwungenen Marmorsockel.

## Ehen und Nachkommen
Karl Josef heiratete am 10. August 1721 Maria Barbara Gräfin Waldstein (1693–1724), verwitwete Gräfin Ernst Kuenburg.
Aus der Ehe gingen zwei Kinder hervor:
- Eugen Franz Johann Joseph (1722–1742), königlich ungarischer Kämmerer[30]
- Marie Elisabeth Ursula (1723–1724)

Nach dem unerwarteten Tod seiner ersten Frau im Jahr 1724, heiratete Karl Josef 1726 seine Cousine Franziska Theresia Gräfin Strattmann (1708–1760), die Erbtochter seines Onkels mütterlicherseits, Gerhard Wilhelm Graf von Strattmann und Peuerbach.
Die zehn Kinder aus dieser Ehe waren:
- Marie Eleonore (*/† 1727)
- unbenanntes Kind (*/† 1730)
- Heinrich Theodor Kornelius Johann Nepomuk (1732–1733)
- Maria Anna Walburga (1733–1734)
- Maria Anna Walburga (1735–1752)
- Maria Anna Ottilia (1736–1752)
- Maria Gabriela Anna Johanna Nepomuzena Franziska de Paula Eva Leonarda (1742–1747)
- Maria Anna Kajetana Nepomuzena Franziska de Paula Walburga Josefa Leonarda Eva (1744–1747)
- Vilmos (*/† um 1747)
- unbekanntes Kind

Im Jahr 1794 heiratete der nunmehrige Fürst Karl Josef ein drittes und letztes Mal. Die Wahl fiel dabei auf die Tochter seines älteren Bruders Ludwig Ernst, Maria Antonia (1720–1797), verwitwete Gräfin Nikolaus Erdödy de Monyorókerék et Monoszló. Die Ehe blieb kinderlos, Antonia brachte aber drei Kinder mit in die Ehe: Ludwig Graf Erdödy (1747–1777), Theresia und Josefa.

## Erbfolge

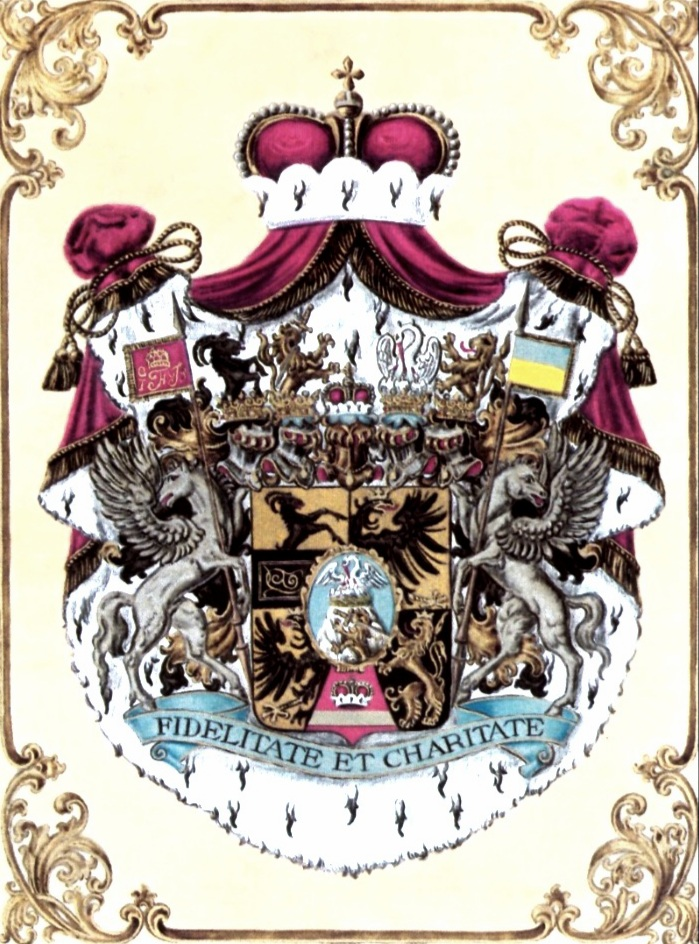
Wappen der Fürsten Batthyány-Strattmann

Da alle direkte Nachkommen von Karl Josef bereits Zeit seines Lebens starben, ging sein Fürstentitel auf die Nachkommen seines Bruders über. Sein Sohn Adam Wenzel (1722–1787) wurde 1772 zum 2. Fürst Batthyány-Strattmann, dessen Sohn Ludwig (1753–1807) 1787 zum 3. Fürst Batthyány-Strattmann. Da Adam Wenzel von seinem Vater sowohl das Majorat der Grafen von Batthyány, als auch das der Grafen von Strattmann erbte, trägt die ehemals fürstliche Linie der Familie seitdem den Namen Batthyány-Strattmann. Die ehemals gräflichen Linien der Familie werden Batthyány genannt.
Die ungarischen Herrschaftsgebiete von Karl Josef Batthyány wurden nach seinem Tod unter seinen nachgeborenen Neffen – den Brüdern des 2. Fürsten – aufgeteilt: Theodor erhielt Siklós, Üszög und Mozsgómit mit dem Distrikt Somodor, Philipp die Herrschaft Bóly. Da der dritte Bruder Joseph als Kardinal-Erzbischof keine Nachkommen hatte, bekam er sein Erbteil monetär abgegolten, und erhielt von seinen Brüdern insgesamt 360.000 Gulden. Karl Josefs Witwe Antonia erhielt Trautmannsdorf als Witwensitz sowie ein lebenslanges Wohnrecht im Palais Batthyány.
- Ritter vom Goldenen Vlies (1749)[37]

- Erhebung in den böhmischen Fürstenstand (1763)
- Erhebung in den ungarischen Fürstenstand (1763)
- Erhebung in den Reichsfürstenstand (1764)

## Portrait
Im Heeresgeschichtlichen Museum in Wien findet sich ein von Jean Pierre Sauvage gemaltes Porträt, das Karl Josef Batthyány zeigen soll. Historiker Frans Joost Welten und seine Kollegin Lena Reyners entdeckten 2024 eine Kopie des Bildes in Hoogstraten, die jedoch als Nikolaus Leopold zu Salm-Salm beschrieben ist. Dieser hatte, im Gegensatz zu Batthyány, Besitz in der Gegend im heutigen Belgien. Das ebenfalls Batthyány zugeschriebene Porträt von Franz Anton Palko im Belvedere in Wien zeige nach Wahrnehmung der Historiker zudem eine komplett andere Person. Daneben existiert ein Porträt im Ungarischen Nationalmuseum in Budapest ein Porträt derselben Szene, das den genannten sehr ähnlich ist und ebenfalls mit Batthyány betitelt wurde.

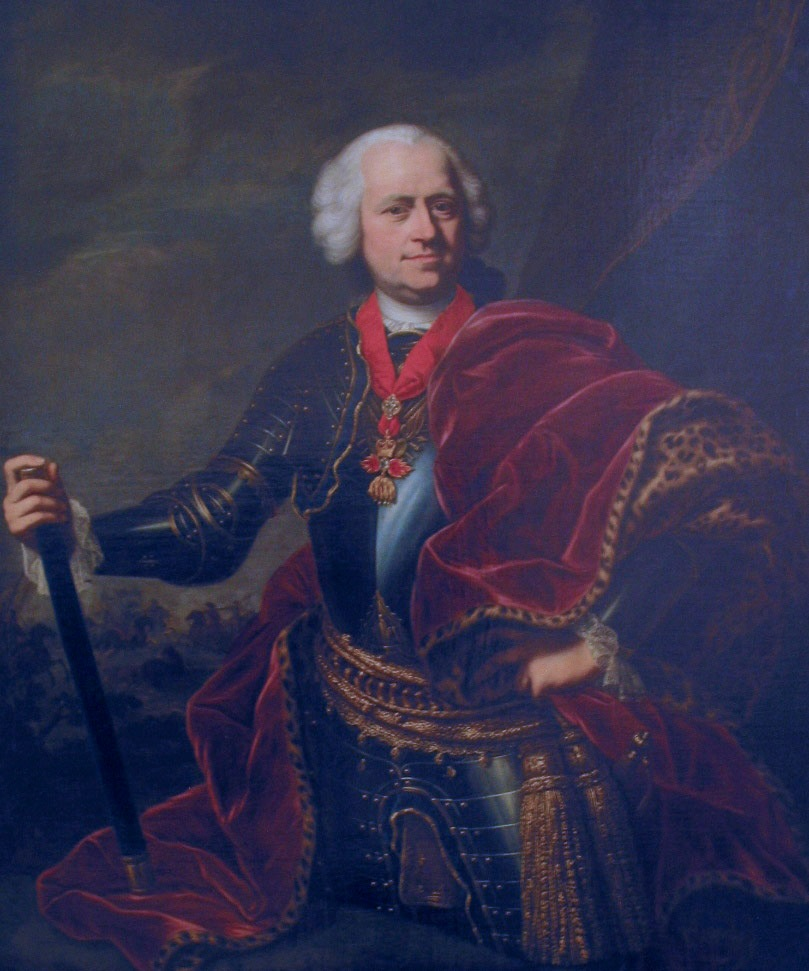
Porträt in Wien
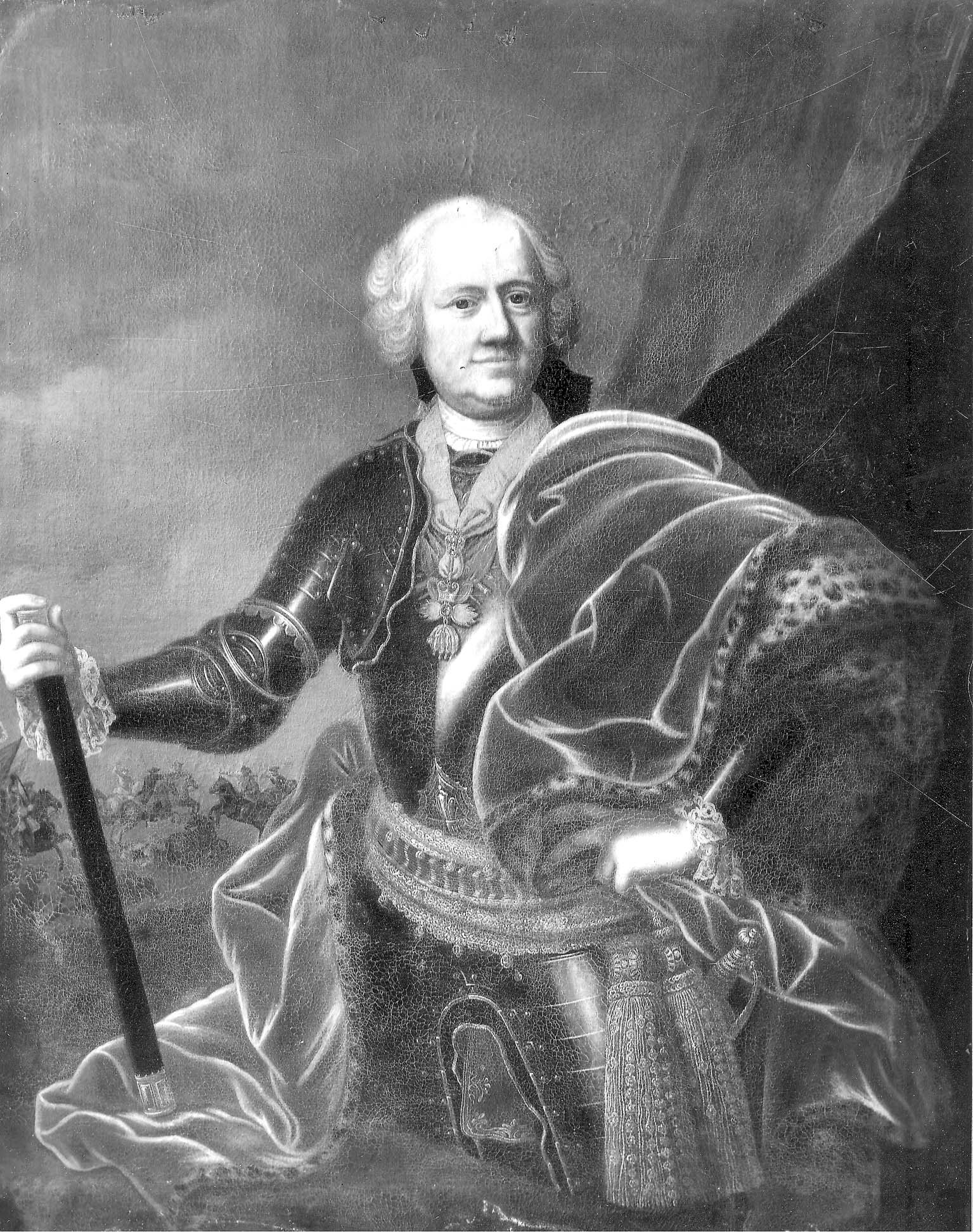
Porträt in Hoogstraten
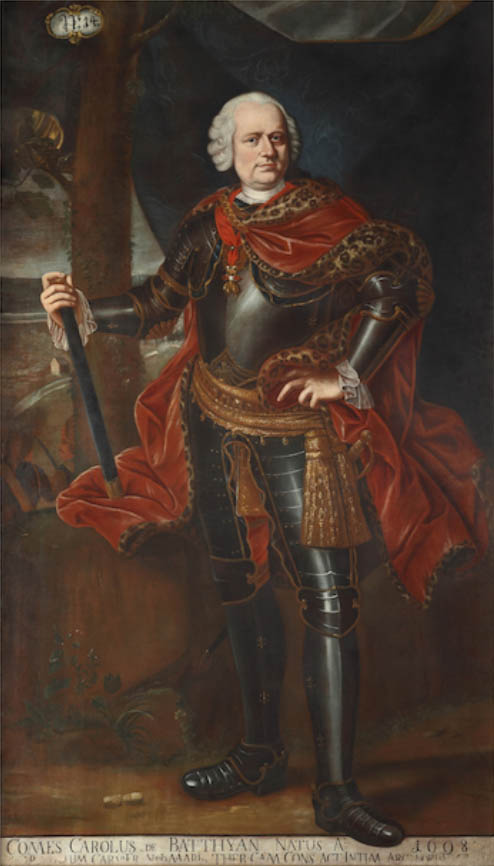
Porträt in Budapest